# فيضانات أكرا (2015)

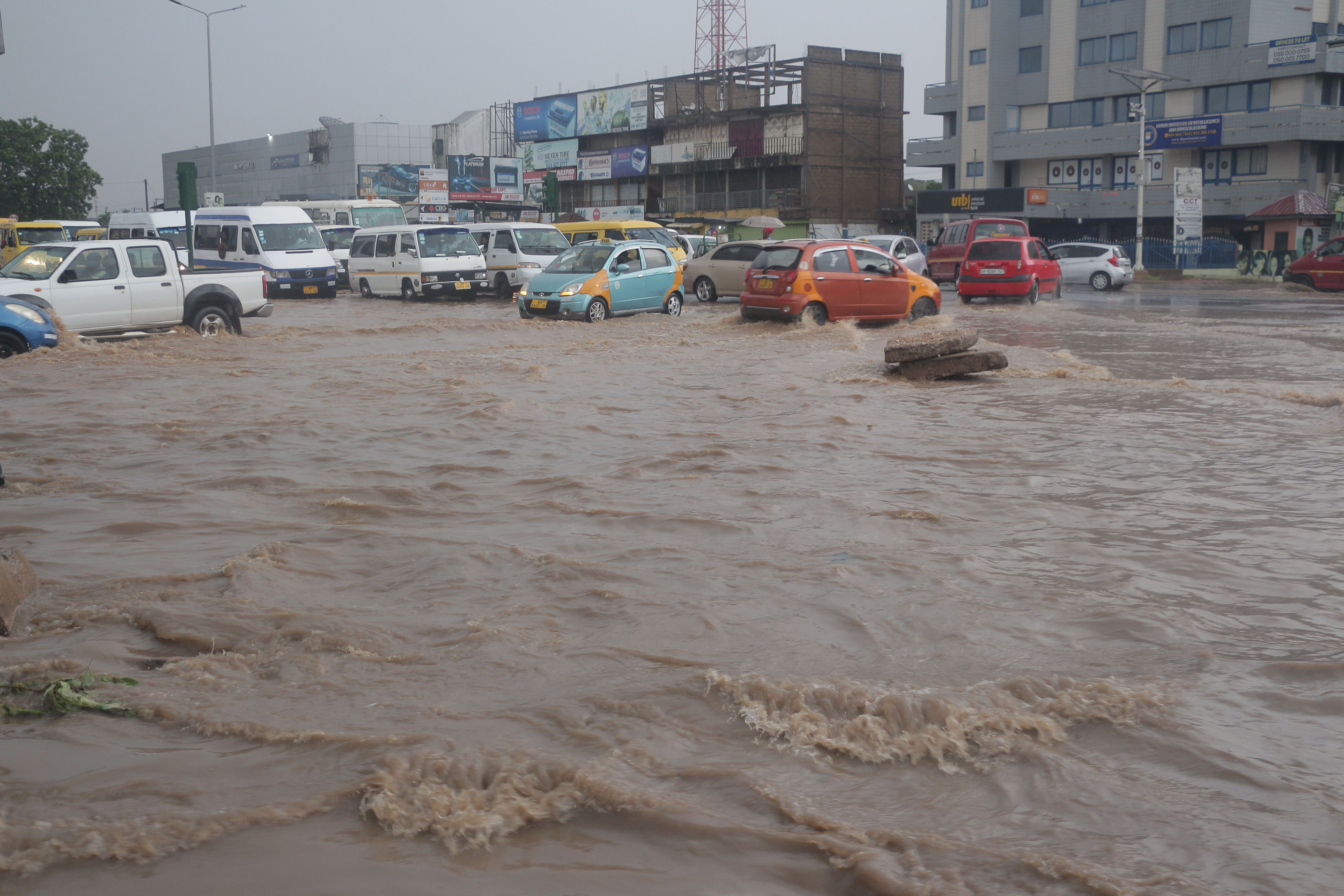
الفيضان في احد طرق أكرا عاصمة غانا

فيضانات أكرا هي فيضانات مائية حصلت نتيجة لهطول أمطار غزيرة مستمرة في أكرا عاصمة غانا وذلك في 1 يونيو 2015، وقد أدت الفيضانات لحصول ازدحام كثيف في حركة المرور على طرق المدينة، وقد أدت الفيضانات إلى وقف النشاطات التجارية، وغَمرت المياه الأسواق وأدت إلى محاصرت العمال في محلاتهم التجارية، وصرح عمدة مجلس العاصمة أكرا ألفريد أوكو فيندربويج بأن الفيضانات كارثة أصابة العاصمة، وقتل 25 شخص على الأقل من الفيضانات بشكل مباشرة، في حين أن انفجار محطة بنزين الناجمة عن الفيضانات أدى إلى مقتل 150 شخصا على الأقل.

## المناطق المتضررة
أصابة الفيضانات منطقة كانيشي، وغمرت المياه سوق كانيشي والمناطق المحيطة بها، ومنعت الفيضانات حركة المركبات حول السوق، كما أصابة الفياضانات منطقة غرافيك رود، وهي مقر لبعض شركات السيارات، وغمرت المياه المنطقة بشكل كبير، وغمرت المياه صالات معارض شركة تويوتا غانا ورنا موتورز بشكل تمام.

## انفجار أكرا
في 3 يونيو 2015، احترقت غويل للمحروقات الواقعة بالقرب من دائري كوامي نكروما في منطقة وسط المدينة، وأحرقت النار مكتب الفوركس وصيدلة قريبة من مكان الحريق، وقد قتل في الحريق 150 قتيل تم نقلهم إلى مستشفى السابع والثلاثين العسكري، المستشفى أعلن في وقت لاحق أنه غير قادر على استقبال المزيد من الجثث، كما أن سبب الحريق هو لم يتحدد، وفي 4 يونيو 2015 زار عمدة العاصمة أكرا ألفريد أوكو فيندربويج وعضو مجلس النواب نيي ارماح اشيتي والرئيس الغاني جون دراماني ماهاما مكان الحادث.

## الدعم الحكومي
أعلن الرئيس الغاني جون دراماني ماهاما الحداد الوطني لمدة ثلاثة أيام على الضحايا المتضررين من الفيضانات وعلى ضحايا كارثة حريق محطة غويل للمحروقات الذي أدى لمقتل 150 شخص، وأصدرت الحكومة الغانية أيضا أمرًا بصرف مبلغ 60 مليون سيدي غاني (14.5 مليون دولار) لضحايا الفيضانات والحريق.